# Endgame (메가데스의 음반)
| 전문가 평가                   | 전문가 평가 |
| 평가 점수                     | 평가 점수   |
| 출처                          | 점수        |
| ----------------------------- | ----------- |
| AllMusic                      | [ 1 ]       |
| Blabbermouth.net              | 8.5/10      |
| Brave Words & Bloody Knuckles | 10/10       |
| Consequence of Sound          | [ 4 ]       |
| Metal Hammer                  | 9/10        |
| PopMatters                    | 8/10        |
| Record Collector              | [ 7 ]       |
| Sputnikmusic                  | [ 8 ]       |

《Endgame》은 미국의 스래시 메탈 밴드 메가데스의 열두 번째 스튜디오 음반이다. 이 음반은 데이브 머스테인과 앤디 스닙이 프로듀싱했으며, 2009년 9월 15일, 로드러너 레코드를 통해 발매되었다. 《Endgame》은 2008년 글렌 드로버가 떠난 후 기타리스트 크리스 브로더릭이 참여한 첫 번째 음반으로, 베이시스트 제임스 로멘조와 함께 밴드의 마지막 스튜디오 음반으로, 2022년 《The Sick, the Dying... and the Dead!》 이후 오리지널 베이시스트 데이비드 엘렙슨이 밴드에 합류한 후 몇 달 만에 다시 합류했다.
이 음반에는 총 열한 곡이 수록되어 있으며, 가사는 《반지의 제왕》, 2008년 대침체, 광기, 고문, 범죄 등 다양한 주제에서 영감을 받아 작성되었다. 이 음반에서는 〈Head Crusher〉와 〈The Right to Go Insane〉 두 곡이 싱글로 발매되었으며, 이 중 〈Head Crusher〉는 2010년 그래미 어워드에서 최우수 메탈 퍼포먼스 부문 후보에 올랐다. 《Endgame》은 미국 빌보드 200 차트에서 9위로 데뷔했으며, 《빌보드》의 미국 하드 록 음반 차트에서는 1위를 기록했다. 2011년 4월 기준으로 미국 내 판매량은 약 15만 장이다. 이 음반은 음악 평론가들로부터 긍정적인 평가를 받았고, 밴드의 전작 《United Abominations》 (2007년)의 성공을 이어가는 작품으로 여겨졌다. 2009년에는 메탈 스톰 어워드에서 최우수 스래시 메탈 음반과 최고의 놀라움 두 부문을 수상했으며, 《버른!》 잡지의 2009년 독자 투표에서는 최우수 음반으로 선정되었다.

## 배경

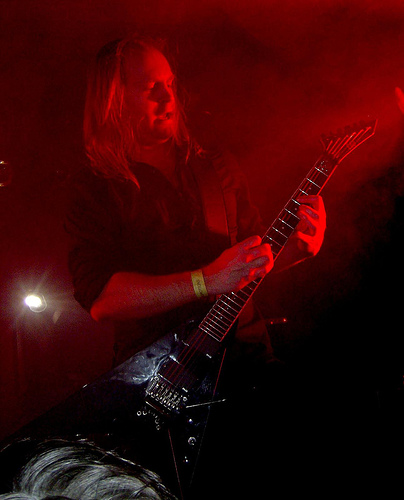
앤디 스닙은 《Endgame》과 메가데스의 이전 스튜디오 음반 《United Abominations》의 프로듀서를 맡았다.

2009년 5월 27일, 메가데스의 프런트맨이자 기타리스트인 데이브 머스테인은 12곡의 작업이 완료되었으며, 현재 음반의 믹싱과 마스터링이 진행 중이라고 밝혔다. 《Endgame》의 첫 번째 프리뷰는 〈Head Crusher〉의 믹싱 과정을 설명하는 6분 분량의 영상으로, 잉글랜드 더비셔주에 있는 앤디 스닙의 스튜디오에서 촬영되었다. 영상 속에서 스닙은 이 음반을 "올드스쿨"이라 표현했다. 《Endgame》은 캘리포니아주 샌마코스에 있는 밴드의 스튜디오 "빅스 개러지"에서 녹음되었다. 트랙리스트는 2009년 7월 2일, 처음 공개되었으나, 이후 일부 곡 제목은 최종 발매를 앞두고 간소화되었다. 이 음반은 전작 《United Abominations》과 마찬가지로 앤디 스닙이 프로듀싱을 맡았다.
머스테인은 이 음반에 대해 "빠르고, 헤비하며, 노래하고, 외치고, 말하고, 게스트 보컬도 있다(노래라기보다는 〈Captive Honour〉에서처럼 말하는 식). 솔로 연주는 미쳤다"고 말했다. 그는 이 음반을 리프 중심의 음반이라 설명하며, 밴드의 1990년대 중후반 작품들보다 멜로디가 덜하다고 덧붙였다. 머스테인은 이전에 녹음해 두었던 리허설 테이프들을 보관하고 있었고, 이는 이번 음반 작업의 출발점이 되었다. 녹음 중 밴드 멤버들은 공식 웹사이트에서 팬들과 온라인 채팅을 하며 소통했는데, 머스테인에 따르면 이는 밴드의 열정을 끌어올리는 데 도움이 되었다고 한다.

## 발매
메가데스는 5월 19일에 음반 녹음을 마쳤고, 6월 18일에는 음반 제목이 《Endgame》으로 발표되었다. 커버 아트는 2009년 7월 27일 온라인에 공개되었으며, 《United Abominations》의 커버를 디자인했던 존 로렌치가 이번에도 작업을 맡았다. 《Endgame》의 발매일은 메가데스 공식 웹사이트를 통해 2009년 9월 15일로 발표되었고, 《메탈 해머》가 가장 먼저 이 음반을 트랙별로 리뷰했다. 음반은 발매 첫 주 미국에서 45,000장, 캐나다에서 8,200장이 팔렸으며, 빌보드 200 차트에서 9위로 데뷔했다. 이는 2007년 《United Abominations》의 데뷔 순위보다 한 계단 낮은 기록이었다. 이 음반은 하드 록 음반 차트에서는 1위, 록 음반 차트에서는 2위를 기록했다.

## 곡 목록
모든 곡들은 특별한 언급이 없는 한 데이브 머스테인에 의해 작사/작곡하였다.
| #  | 제목                       | 재생 시간 |
| -- | -------------------------- | --------- |
| 1. | 〈Dialectic Chaos〉 (기악) | 2:25      |
| 2. | 〈This Day We Fight!〉     | 3:27      |
| 3. | 〈44 Minutes〉             | 4:37      |
| 4. | 〈1,320〉                  | 3:49      |
| 5. | 〈Bite the Hand〉          | 4:01      |
| 6. | 〈Bodies〉                 | 3:34      |

| #   | 제목                                                     | 작사·작곡                 | 재생 시간 |
| --- | -------------------------------------------------------- | ------------------------- | --------- |
| 7.  | 〈Endgame〉                                              |                           | 5:56      |
| 8.  | 〈The Hardest Part of Letting Go... Sealed with a Kiss〉 | 머스테인, 크리스 브로더릭 | 4:41      |
| 9.  | 〈Head Crusher〉                                         | 머스테인, 숀 드로버       | 3:26      |
| 10. | 〈How the Story Ends〉                                   |                           | 4:28      |
| 11. | 〈The Right to Go Insane〉                               |                           | 4:18      |